# Kelláki
Kelláki är en ort i Cypern.   Den ligger i distriktet Eparchía Lemesoú, i den centrala delen av landet, 40 km söder om huvudstaden Nicosia. Kelláki ligger 617 meter över havet och antalet invånare är 282. Den ligger på ön Cypern.
Terrängen runt Kelláki är kuperad.Trakten runt Kelláki är glesbefolkad, med 18 invånare per kvadratkilometer. Närmaste större samhälle är Limassol, 18,3 km sydväst om Kelláki. Trakten runt Kelláki är i huvudsak ett öppet busklandskap.